# Ібраїма Сіссе (футболіст, 2001)
Ібраїма Сіссе (фр. Ibrahima Cissé, нар. 15 лютого 2001, Дре) — малійський футболіст, центральний захисник німецького клубу «Шальке 04».
Виступав за олімпійську збірну Малі.

## Клубна кар'єра
Народився 15 лютого 2001 року у французькому Дре. Вихованець юнацьких команд футбольних клубів «Друе» та «Шатору», а 2019 року перейшов до академії бельгійського «Гента».
У дорослому футболі дебютував 2021 року виступами за головну команду «Гентв», за яку взяв участь у 2 матчах чемпіонату. 
2022 року уклав чотирирічний контракт з німецьким «Шальке 04», в системі якого був заявлений за «Шальке 04 II», представника Регіоналліги. По ходу наступного сезону 2023/24 відіграв чотири гри за головну команду клубу з Гельзенкірхена у другому німецькому дивізіоні.

## Виступи за збірні
2023 року залучався до складу молодіжної збірної Малі. На молодіжному рівні зіграв у 5 офіційних матчах.
У складі олімпійської збірної Малі — учасник футбольного турніру на Олімпійських іграх 2024 року в Парижі, де виходив на поле у двох іграх групового турніру, який малійцям подолати не вдалося.

## Статистика виступів

### Статистика клубних виступів
Станом на 31 липня 2024
| Сезон             | Команда           | Чемпіонат         | Чемпіонат | Чемпіонат | Національний кубок | Національний кубок | Національний кубок | Континентальні кубки | Континентальні кубки | Континентальні кубки | Інші змагання | Інші змагання | Інші змагання | Усього | Усього | Усього |
| Сезон             | Команда           | Ліга              | Ігор      | Голів     | Ліга               | Ігор               | Голів              | Ліга                 | Ігор                 | Голів                | Ліга          | Ігор          | Голів         | Ігор   | Голів  |        |
| ----------------- | ----------------- | ----------------- | --------- | --------- | ------------------ | ------------------ | ------------------ | -------------------- | -------------------- | -------------------- | ------------- | ------------- | ------------- | ------ | ------ | ------ |
| 2021–22           | «Гент»            | Д1                | 2         | 0         | КБ                 | 0                  | 0                  | ЛК                   | 1                    | 0                    |               | -             | -             | 3      | 0      |        |
| 2022–23           | «Шальке 04 II»    | РЛ                | 16        | 5         |                    | -                  | -                  |                      | -                    | -                    |               | -             | -             | 16     | 5      |        |
| 2023–24           | «Шальке 04 II»    | РЛ                | 7         | 0         |                    | -                  | -                  |                      | -                    | -                    |               | -             | -             | 7      | 0      |        |
| 2023–24           | «Шальке 04»       | 2БЛ               | 4         | 0         | КН                 | 1                  | 0                  |                      | -                    | -                    |               | -             | -             | 5      | 0      |        |
| Усього за кар'єру | Усього за кар'єру | Усього за кар'єру | 29        | 5         |                    | 1                  | 0                  |                      | 1                    | 0                    |               | -             | -             | 31     | 5      |        |